# Moritz Geisreiter

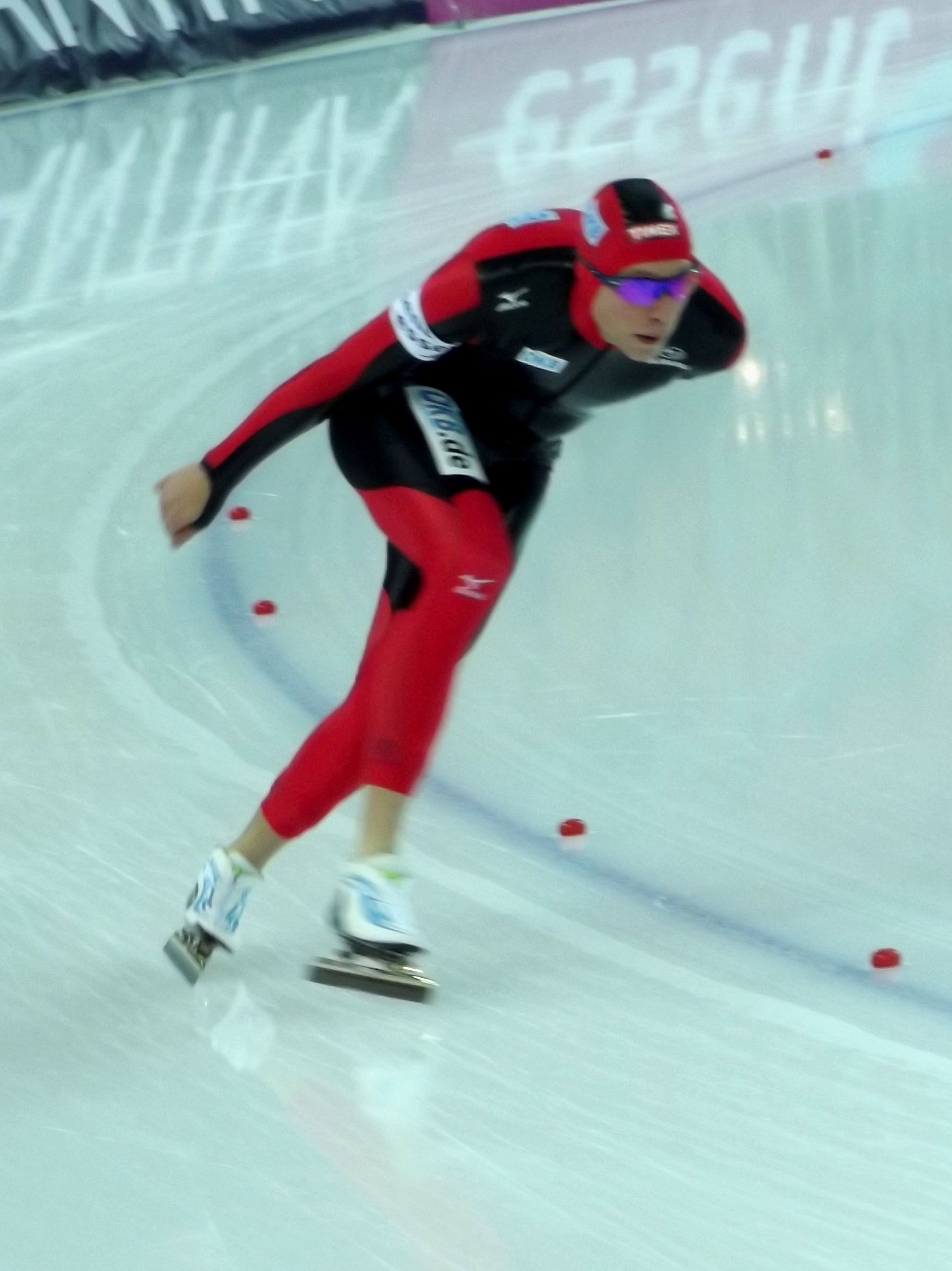
Moritz Geisreiter
(WM in Sotschi, 2013)

Moritz Geisreiter (* 30. Dezember 1987 in Bad Reichenhall) ist ein ehemaliger deutscher Eisschnellläufer.

## Karriere
Der Langstreckspezialist hat in seiner Karriere von 2008 bis 2018 fünf deutsche Rekorde aufgestellt und war achtmal Deutscher Meister. International war sein bestes Einzelergebnis ein dritter Platz über 5000 Meter (6:07,31 min beim Weltcup in Salt Lake City am 10. Dezember 2017).
Bei seinen beiden Olympiastarts kam er nicht unter die Top 5. Geisreiter wurde 2014 Zehnter über 5000 m und Achter über 10.000 m (Sotschi 2014) sowie 2018 Zwölfter über 5000 m und Neunter über 10.000 m (Pyeongchang 2018).
Bei der Mehrkampf-Europameisterschaft 2013 im niederländischen Heerenveen erlangte mit Platz sechs über 5000 m die Startberechtigung über 10.000 m. In der Mehrkampfwertung erreichte er Platz acht und stellte mit 152,044 Punkten einen neuen deutschen Rekord im großen Vierkampf auf.
2018 verabschiedete sich Geisreiter aus dem Wettkampfsport. Im Rahmen einer dualen Karriere hat er ein Masterstudium der Wirtschaftspsychologie absolviert. Heute arbeitet er selbständig als systemischer Business-Coach, Trainer und Speaker mit Führungskräften, Unternehmen und Organisationen des Sports. Er war von 2018 bis 2021 Mitglied der Athletenkommission des DOSB, Präsidiumsmitglied des Vereines Athleten Deutschland und Athletensprecher der DESG.

## Eisschnelllauf-Weltcup-Platzierungen
| Platzierung    | 100 m | 500 m | 1000 m | 1500 m | 5000 m | 10.000 m | Massenstart | Team |
| -------------- | ----- | ----- | ------ | ------ | ------ | -------- | ----------- | ---- |
| 1. Platz       |       |       |        |        |        |          |             |      |
| 2. Platz       |       |       |        |        |        |          |             |      |
| 3. Platz       |       |       |        |        | 1      |          |             |      |
| 4. – 10. Platz |       |       |        |        | 5      | 2        |             | 1    |